# Matt Phillips
Pour les articles homonymes, voir Phillips.
Matthew « Matt » Phillips, né le 13 mars 1991 à Aylesbury, est un footballeur international écossais qui évolue au poste de milieu de terrain à Oxford United.

## Biographie

### Wycombe Wanderers
Phillips signe très tôt pour Wycombe Wanderers FC à l'âge de 8 ans alors qu'il joue un tournoi de football à 5. Il évolue dans toutes les catégories jeunes du club. Le 28 avril 2008, le jeune joueur fait ses débuts en équipe première comme remplaçant à la 82e minutes lors d'une défaite 1-0 de son équipe face à Notts County, un mois après ses 17 ans. Son premier match en tant que titulaire a lieu  une semaine plus tard face contre Bradford à Adams Park.
Phillips se révèle lors de la saison 2008-2009 et devient important pour le club. Il devient un titulaire régulier sur l'aile droite ou gauche de l'attaque de Wycombe pour son habilité à percer les défenses adverses. À la fin de la saison, il reçoit la récompense du « Meilleur jeune joueur de l'année » en League Two.
Il reçoit le numéro 18 au début de la saison, 2009-2010 et continue sur sa lancée, débutant sur les ailes de l'attaque de son équipe. Il réalise un total de 87 rencontres pour son club formateur, inscrivant 9 buts.

### Blackpool
Le 31 août 2011, Phillips signe pour Blackpool dans un transfert de 350 000 livres sterling mais ayant monté finalement à 700 000 livres sterling. Ian Holloway, l'entraîneur de Blackpool affirme qu'il « avait remarqué Phillips depuis un long moment », ajoutant « Je suis très impatient de voir ce qu'il peut produire ». Il rentre en jeu à la 84e minutes pour la première fois lors de la défaite 2-1 contre Blackburn en Premier League et inscrit son premier but en haut niveau à peine quelques secondes après son entrée. Après la rencontre, Holloway dit du jeune milieu offensif « Je pense qu'il a été incroyable. Il n'a seulement que 19 ans et ne pense qu'il a un grand avenir devant lui. ». Il débute contre Aston Villa comme titulaire.
Mais le milieu de terrain anglais ne dispose pas beaucoup de temps de jeu, et signe pour un prêt d'un mois avec Sheffield United en octobre 2011. Il réalise un mois exceptionnel et montre toute l'ampleur de son talent en inscrivant 6 buts en 7 matchs avec le club du Yorkshire. Phillips revient à Bloomfield Road un mois plus tard. Lors du Boxing Day, il inscrit le premier hat-trick de sa carrière contre Barsnley. Deux semaines plus tard, il réalise un nouveau triplé en FA Cup contre Fleetwood Town. Intéressé par le jeune ailier, Cardiff City propose une offre de transfert de 800 000 livres sterling à Blackpool mais le club rejette l'offre.
Une semaine avant le début de la saison 2012-2013, Blackpool rejette à nouveau une offre de transfert du nouveau promu en Premier League Southampton de l'ordre de 5 millions de livres sterling. Il est désormais transférable pour le club et ne participe pas à la victoire du début de saison contre Millwall le 18 août 2012. Néanmoins, il revient en jeu trois jours plus tard et inscrit son premier but de la saison contre Leeds United.

### Queens Park Rangers
Le 23 août 2013, Philipps signe pour le club londonien de Queens Park Rangers pour un transfert évalué à 5 millions de livres sterling. Il fait ses débuts avec les bleus et blancs le 14 septembre 2013, comme remplaçant de Junior Hoilett contre Birmingham City. L'international écossais inscrit son premier but pour le club le 3 décembre 2013, face à Bournemouth, et contribué la victoire de son équipe 3-0. Le 14 décembre, il marque son deuxième but contre son ancien
club de Blackpool. Philipps marque le but égalisateur face à Doncaster. Les Queens s'imposent finalement 2-1.
Lors de la saison 2014-2015, il inscrit un magnifique but à plus de quarante mètres des cages adverses contre Crystal Palace mais son équipe s'incline 3-1,.

### West Bromwich Albion et après
Le 6 juillet 2016, il s'engage pour quatre ans avec West Bromwich Albion.
A l'issue de la saison 2017-18, les «Baggies» sont relégués au Championship mais Phillips continue avec le club. Il commence bien la saison 2018-2019, avec un but contre Nottingham Forest le 7 août, et une double contre Queens Park Rangers le 18 août .
Le 1er août 2024, il rejoint Oxford United.

### En équipe nationale
Le 10 mai 2010, alors qu'il est réserviste, Phillips est appelé avec l'équipe d'Angleterre des moins de 19 ans pour participer aux qualifications du Championnat d'Europe des moins de 19 ans. Il fait ses débuts face l'Irlande, rentrant à la 76e minute en remplaçant  Jacob Mellis. Deux jours après, il commence titulaire et marque son premier but international face à la Bosnie-Herzégovine.
En juillet 2010, Phillips est nommé sur la liste des 18 joueurs pour participer au championnat d'Europe. Il inscrit un but à la toute dernière minute face à la France et envoie son club en demi-finale de la compétition.
En février 2011, Phillips débute avec l'équipe d'Angleterre des moins de 20 ans. Il est nommé dans la liste des joueurs sélectionnés pour la Coupe du monde des moins de 20 ans. Il participe aux trois matchs de poules mais son équipe se fait éliminer en seizièmes de finale contre le Nigeria.
En janvier 2012, Philips est approché par l'entraîneur de l'Écosse, Craig Levein, en raison de ses origines écossaises par ses grands-parents. En février 2012, Levein le convoque pour affronter la Slovénie en amical mais Phillips doit renoncer à sa première cape avec les Écossais à cause d'une blessure à la cuisse. Il fait finalement ses débuts avec l'Écosse lors d'un match amical perdu 5-1 contre les États-Unis le 28 mai 2012 à EverBank Field.

## Statistiques
Ce tableau présente les statistiques de Matt Phillips.
| Saison                | Club                    | Championnat           | Championnat | Championnat | Championnat | Coupe nationale | Coupe nationale | Coupe nationale | Coupe de la Ligue | Coupe de la Ligue | Coupe de la Ligue | Écosse | Écosse | Écosse | Total | Total | Total |
| Saison                | Club                    | Division              | M.          | B.          | P.d.        | M.              | B.              | P.d.            | M.                | B.                | P.d.              | M.     | B.     | P.d.   | M.    | B.    | P.d.  |
| 2007-2008             | Wycombe Wanderers       | League Two            | 3           | 0           | 1           | -               | -               | -               | -                 | -                 | -                 | -      | -      | -      | 3     | 0     | 1     |
| 2008-2009             | Wycombe Wanderers       | League Two            | 37          | 3           | 2           | 1               | 0               | 0               | -                 | -                 | -                 | -      | -      | -      | 38    | 3     | 2     |
| 2009-2010             | Wycombe Wanderers       | League One            | 36          | 5           | 2           | 2               | 0               | 0               | 1                 | 0                 | 0                 | -      | -      | -      | 39    | 5     | 2     |
| 2010-2011             | Wycombe Wanderers       | League One            | 3           | 0           | 0           | -               | -               | -               | 1                 | 0                 | 1                 | -      | -      | -      | 4     | 0     | 1     |
| Sous-total            | Sous-total              | Sous-total            | 79          | 8           | 5           | 3               | 0               | 0               | 2                 | 0                 | 1                 | 0      | 0      | 0      | 84    | 8     | 6     |
| 2010-2011             | Blackpool FC            | Premier League        | 27          | 2           | 3           | 1               | 0               | 0               | -                 | -                 | -                 | -      | -      | -      | 28    | 2     | 3     |
| 2011-2012             | Blackpool FC            | Championship          | 36          | 8           | 7           | 3               | 4               | 1               | -                 | -                 | -                 | 1      | 0      | 0      | 40    | 12    | 8     |
| 2012-2013             | Blackpool FC            | Championship          | 34          | 4           | 4           | -               | -               | -               | -                 | -                 | -                 | 1      | 0      | 0      | 35    | 4     | 4     |
| Sous-total            | Sous-total              | Sous-total            | 97          | 14          | 14          | 4               | 4               | 1               | 0                 | 0                 | 0                 | 2      | 0      | 0      | 103   | 18    | 15    |
| 2011-2012             | Sheffield United (prêt) | League One            | 6           | 5           | 0           | 1               | 1               | 0               | -                 | -                 | -                 | -      | -      | -      | 7     | 6     | 0     |
| Sous-total            | Sous-total              | Sous-total            | 6           | 5           | 0           | 1               | 1               | 0               | -                 | -                 | -                 | -      | -      | -      | 7     | 6     | 0     |
| 2013-2014             | Queens Park Rangers     | Championship          | 21          | 3           | 2           | 1               | 0               | 0               | -                 | -                 | -                 | -      | -      | -      | 22    | 3     | 2     |
| 2014-2015             | Queens Park Rangers     | Premier League        | 25          | 3           | 8           | 1               | 0               | 0               | 1                 | 0                 | 0                 | -      | -      | -      | 27    | 3     | 8     |
| 2015-2016             | Queens Park Rangers     | Championship          | 44          | 8           | 5           | -               | -               | -               | 1                 | 0                 | 0                 | 2      | 0      | 0      | 47    | 8     | 5     |
| Sous-total            | Sous-total              | Sous-total            | 90          | 14          | 15          | 2               | 0               | 0               | 2                 | 0                 | 0                 | 2      | 0      | 0      | 96    | 14    | 15    |
| 2016-2017             | West Bromwich           | Premier League        | 27          | 4           | 8           | 1               | 1               | 0               | 1                 | 0                 | 1                 | -      | -      | -      | 29    | 5     | 9     |
| 2017-2018             | West Bromwich           | Premier League        | 30          | 2           | 2           | 2               | 0               | 0               | 2                 | 1                 | 1                 | 8      | 1      | 0      | 42    | 4     | 3     |
| 2018-2019             | West Bromwich           | Championship          | 32          | 5           | 6           | -               | -               | -               | 1                 | 0                 | 0                 | 2      | 0      | 0      | 35    | 5     | 6     |
| 2019-2020             | West Bromwich           | Championship          | 39          | 7           | 5           | 2               | 1               | 0               | -                 | -                 | -                 | 2      | 0      | 0      | 43    | 8     | 5     |
| 2020-2021             | West Bromwich           | Premier League        | 33          | 2           | 1           | -               | -               | 0               | 2                 | 0                 | 0                 | -      | -      | -      | 35    | 2     | 1     |
| 2021-2022             | West Bromwich           | Championship          | 28          | 3           | 2           | 1               | 0               | -               | -                 | -                 | -                 | -      | -      | -      | 29    | 3     | 2     |
| 2022-2023             | West Bromwich           | Championship          | 25          | 2           | 1           | 1               | 0               | 0               | 2                 | 0                 | 0                 | -      | -      | -      | 28    | 2     | 1     |
| Sous-total            | Sous-total              | Sous-total            | 214         | 25          | 25          | 7               | 2               | 0               | 8                 | 1                 | 2                 | 12     | 1      | 0      | 241   | 29    | 27    |
| Total sur la carrière | Total sur la carrière   | Total sur la carrière | 486         | 66          | 59          | 17              | 7               | 1               | 12                | 1                 | 3                 | 16     | 1      | 0      | 531   | 75    | 63    |

## Palmarès

### Distinction personnelle
- Membre de l'équipe-type de D2 anglaise en 2012.